# NMS Rechinul
NMS Rechinul – rumuński okręt podwodny z okresu II wojny światowej. Odbył dwa patrole bojowe, bez rezultatów. Pod koniec wojny przejęty przez  marynarkę ZSRR i wcielony do służby jako TS-1, następnie N-39 i S-39, po czym w 1951 roku zwrócony Rumunii.

## Budowa
W okresie międzywojennym Królewska Rumuńska Marynarka posiadała tylko jeden okręt podwodny „Delfinul”, zamówiony we Włoszech w 1927 roku i odebrany dopiero po dziewięciu latach, a z budowy drugiej jednostki tego typu zrezygnowano z uwagi na wady projektu. Dopiero w ramach programu rozbudowy floty rumuńskiej z 1937 roku zdecydowano o budowie trzech kolejnych okrętów podwodnych, tym razem we własnej stoczni w Gałaczu, według projektu zagranicznego. Ostatecznie w 1938 roku przystąpiono do budowy dwóch okrętów zbliżonych typów, zaprojektowanych przez niemiecko-holenderskie przedsiębiorstwo Ingenieurskantoor voor Scheepsbouw. „Marsuinul” miał być podwodnym stawiaczem min, a mniejszy „Rechinul” klasycznym okrętem torpedowym.
Stępkę pod budowę „Rechinul” (pol. rekin) położono w 1938 roku. Okręt budowano ze wsparciem technicznym niemieckiej stoczni AG Weser. Budowa przeciągała się i okręt wodowano 4 maja 1941 roku, niedługo przed przystąpieniem Rumunii do wojny przeciw ZSRR, a wyposażono go i oddano do służby dopiero w lipcu 1943 roku. 

## Opis
Okręt o konstrukcji półtorakadłubowej. Wyporność w położeniu nawodnym 585 ton i podwodnym 789 ton. Długość wynosiła 58 m, szerokość 5,6 m, a zanurzenie w położeniu nawodnym 3,6 m.
Zasadnicze uzbrojenie stanowiło sześć wyrzutni torpedowych kalibru 533 mm, w tym cztery dziobowe i dwie rufowe, z zapasem 10 torped. Uzbrojenie uzupełniało niemieckie działo uniwersalne kalibru 88 mm o długości lufy L/45 (45 kalibrów) i działko przeciwlotnicze kalibru 20 mm. 
Napęd w położeniu nawodnym stanowiły dwa silniki Diesla firmy MAN o mocy łącznej 1840 KM, a pod wodą dwa silniki elektryczne Brown Boveri o mocy łącznej 860 KM. Pozwalały one na osiąganie prędkości 16,6 węzła na powierzchni i 8 węzłów w zanurzeniu. Zasięg na powierzchni wynosił 8040 mil morskich przy prędkości 10 w, a pod wodą 86 Mm przy prędkości 4 w.
Załoga okrętu liczyła 45 osób.

## Służba
Okręt wcielono do służby w lipcu 1943 roku, z numerem taktycznym S-1. Podczas II wojny światowej odbył tylko dwa patrole bojowe w 1944 roku, o łącznej długości 69 dni, bez sukcesów. 29 sierpnia 1944 roku został zdobyty przez wojska radzieckie w Konstancy.
5 września 1944 roku podniesiono na okręcie banderę marynarki ZSRR, a 14 września 1944 roku został formalnie wcielony do radzieckiej Floty Czarnomorskiej. 20 października 1944 roku nadano mu oznaczenie TS-1 (ros. ТС-1). 4 sierpnia 1947 roku zmieniono mu oznaczenie na N-39 (ros. Н-39). 12 stycznia 1949 roku został zaklasyfikowany jako średni okręt podwodny. 16 czerwca tego roku ponownie zmieniono mu oznaczenie na S-39 (ros. С-39). 3 lipca 1951 roku okręt został skreślony z listy floty, po czym w sierpniu zwrócony Rumunii.
Służył do końca lat 50. pod poprzednią nazwą „Rechinul”, po czym został złomowany. Według jednak innych źródeł, faktycznie nie wszedł już do służby rumuńskiej. 